# Czarny kwadrat na białym tle

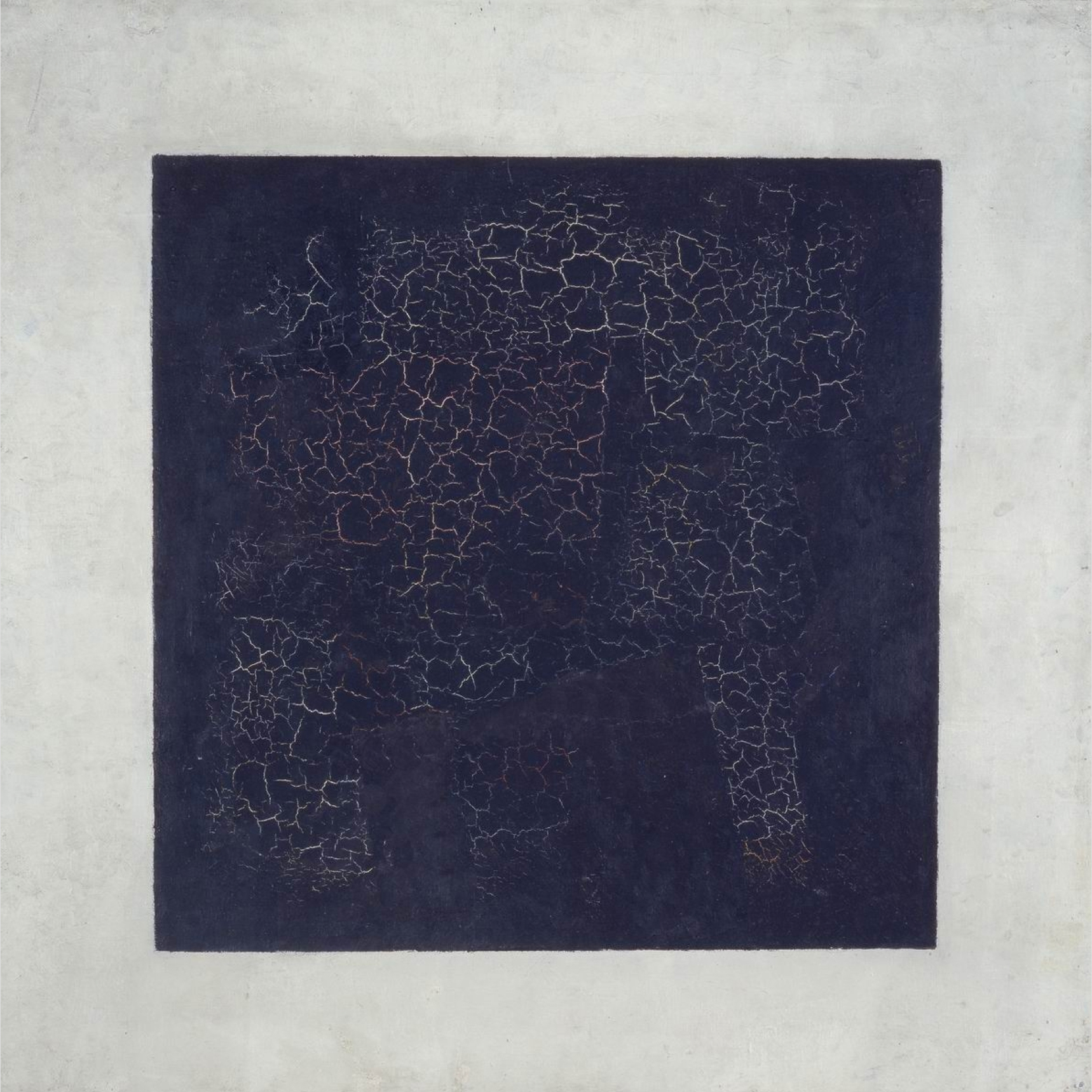
Czarny kwadrat na białym tle, 1914-1915

Czarny kwadrat na białym tle – jedno z najsłynniejszych dzieł Kazimierza Malewicza, uznane za pierwsze dzieło nieprzedstawiające.
Prace nad Czarnym kwadratem Malewicz podjął w 1914, a gotowe dzieło zostało pokazane po raz pierwszy w 1915 roku w Petersburgu. Pomysł obrazu miał się narodzić w 1913 roku, podczas pracy nad scenografią i kostiumami do „futurystycznej opery” Michaiła Matiuszyna Zwycięstwo nad słońcem. Podobny motyw miała przedstawiać kurtyna po pierwszym akcie.
Obraz zaginął bez śladu, choć zachowała się reprodukcja fotograficzna. Kazimierz Malewicz zdecydował się w 1929 namalować go po raz kolejny, tym razem zamalowując inny obraz. Istniejąca wersja została namalowana olejem na płótnie i jest wystawiana w Galerii Tretiakowskiej w Moskwie.
Kazimierz Malewicz stworzył również obrazy pt. Biały kwadrat na białym tle oraz Biały kwadrat na czarnym tle.